# سباستیان کریسمانیچ
سباستیان کریسمانیچ (انگلیسی: Sebastián Crismanich؛ زادهٔ ۳۰ اکتبر ۱۹۸۶) تکواندوکار اهل آرژانتین است.